# Stuckenia pectinata
Stuckenia pectinata là một loài thực vật có hoa trong họ Potamogetonaceae. Loài này được (L.) Börner miêu tả khoa học đầu tiên năm 1912.